# Rigveda

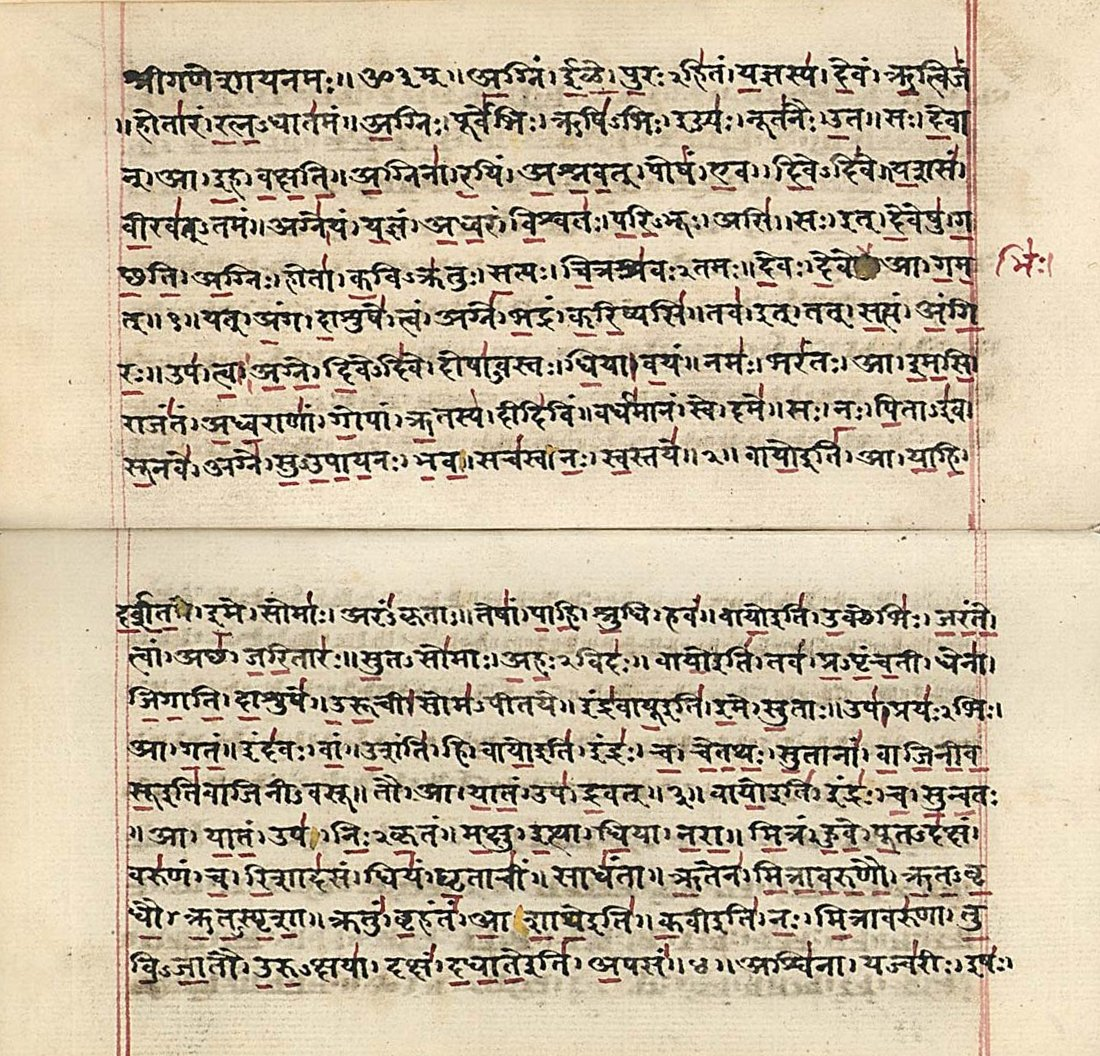
Rigveda

Rigveda (tiếng Phạn: ऋग्वेद ṛgveda, phái sinh từ ṛcṛc "khen ngợi, tỏa sáng" và vedaveda "tri thức") là một tập hợp của các bài thơ thánh ca Ấn Độ cổ đại tiếng Phạn. Nó là một trong bốn bản kinh thánh kinh điển (śruti) của Ấn Độ giáo được biết đến với tên kinh Vệ-đà. Rigveda là một tập hợp 1.028 bài thánh ca và 10.600 câu thơ, đóng thành mười cuốn sách (Mandalas). 
Các bài thánh ca này tôn vinh các vị thần Rigvedic.

## Sách tham khảo
Các phiên bản
- editio princeps: Friedrich Max Müller, The Hymns of the Rigveda, with Sayana's commentary, London, 1849–75, 6 vols., 2nd ed. 4 vols., Oxford, 1890–92.
- Theodor Aufrecht, 2nd ed., Bonn, 1877.
- Sontakke, N. S.; Rājvade, V. K., biên tập (1933–46,Reprint 1972–1983.). Rgveda-Samhitā: Śrimat-Sāyanāchārya virachita-bhāṣya-sametā . Pune: Vaidika Samśodhana Maṇḍala. {{Chú thích sách}}: |editor2= bị thiếu (trợ giúp); |first= thiếu |last= (trợ giúp); Kiểm tra giá trị ngày tháng trong: |year= (trợ giúp)Quản lý CS1: năm (liên kết). The Editorial Board for the First Edition included N. S. Sontakke (Managing Editor), V. K. Rājvade, M. M. Vāsudevaśāstri, and T. S. Varadarājaśarmā.
- B. van Nooten und G. Holland, Rig Veda, a metrically restored text, Department of Sanskrit and Indian Studies, Harvard University, Harvard University Press, Cambridge, Massachusetts and London, England, 1994.
- Rgveda-Samhita, Text in Devanagari, English translation Notes and indices by H. H. Wilson, Ed. W.F. Webster, originally in 1888, Published Nag Publishers 1990, 11A/U.A. Jawaharnagar,Delhi-7.

Bình luận
- Sayana (14th century)
  - ed. Müller 1849–75 (German translation);
  - ed. Müller (original commentary of Sāyana in Sanskrit based on 24 manuscripts).
  - ed. Sontakke et al., published by Vaidika Samsodhana Mandala, Pune (2nd ed. 1972) in 5 volumes.
- Rgveda-Samhitā Srimat-sāyanāchārya virachita-bhāṣya-sametā, ed. by Sontakke et al., published by Vaidika Samśodhana Mandala,Pune-9,1972, in 5 volumes (It is original commentary of Sāyana in Sanskrit based on over 60 manuscripts).
- Sri Aurobindo, Hymns to the Mystic Fire (Commentary on the Rig Veda), Lotus Press, Twin Lakes, Wisconsin ISBN 0-914955-22-5
- Raimundo Pannikar (1972), The Vedic Experience, University of California Press

Philology
- Vashishtha Narayan Jha, A Linguistic Analysis of the Rgveda-Padapatha Sri Satguru Publications, Delhi (1992).
- Bjorn Merker, Rig Veda Riddles In Nomad Perspective Lưu trữ ngày 30 tháng 9 năm 2007 tại Wayback Machine, Mongolian Studies, Journal of the Mongolian Society XI, 1988.
- Thomas Oberlies, Die Religion des Rgveda, Wien 1998.
- Oldenberg, Hermann: Hymnen des Rigveda. 1. Teil: Metrische und textgeschichtliche Prolegomena. Berlin 1888; Wiesbaden 1982.
- —Die Religion des Veda. Berlin 1894; Stuttgart 1917; Stuttgart 1927; Darmstadt 1977
- —Vedic Hymns, The Sacred Books of the East vo, l. 46 ed. Friedrich Max Müller, Oxford 1897
- Adolf Kaegi, The Rigveda: The Oldest Literature of the Indians (trans. R. Arrowsmith), Boston, Ginn and Co. (1886), 2004 reprint: ISBN 978-1-4179-8205-9.

Lịch sử
- Anthony, David W. (2007), The Horse The Wheel And Language. How Bronze-Age Riders From the Eurasian Steppes Shaped The Modern World, Princeton University Press
- Avari, Burjor (2007), India: The Ancient Past, London: Routledge, ISBN 978-0-415-35616-9
- Bryant, Edwin (2001). The Quest for the Origins of Vedic Culture: The Indo-Aryan Migration Debate. Oxford: Oxford University Press. ISBN 0-19-513777-9.
- Flood, Gavin D. (1996), An Introduction to Hinduism, Cambridge University Press
- Lal, B.B. 2005. The Homeland of the Aryans. Evidence of Rigvedic Flora and Fauna & Archaeology, New Delhi, Aryan Books International.
- Talageri, Shrikant: The Rigveda: A Historical Analysis, 2000. ISBN 81-7742-010-0
- Witzel, Michael (1995), "Early Sanskritization: Origin and Development of the Kuru state" (PDF), EJVS vol. 1 no. 4 (1995), Bản gốc (PDF) lưu trữ ngày 11 tháng 6 năm 2007, truy cập ngày 2 tháng 10 năm 2015
- Witzel, Michael (ed.) (1997), Inside the Texts, Beyond the Texts. New Approaches to the Study of the Vedas, Harvard Oriental Series, Opera Minora vol. 2, Cambridge: Harvard University Press {{Chú thích}}: |first= có tên chung (trợ giúp)

Archaeoastronomy
- Tilak, Bal Gangadhar: The Orion, 1893.